# Cratere Woolgar
Woolgar  è un cratere sulla superficie di Marte.